# Ламрим Ченмо
Ламрим Ченмо (тиб. ལམ་རིམ་ཆེན་མོ, Вайли lam rim chen mo — «Большое руководство к этапам Пути Пробуждения») — знаменитый труд основоположника наиболее влиятельной школы тибетского буддизма гелуг Чже Цонкапы. Представляет собой систематическое руководство, детально описывающее методы духовного развития вплоть до достижения полного Пробуждения в соответствии с учением Будды Шакьямуни. В нём Цонкапа излагает те идеи и представления, которые к началу XV века представлялись тибетцам наиболее важными для буддизма.
Как и другие версии ламрима, Ламрим Ченмо представляет собой развитие фундаментального текста «Светоч на пути к Пробуждению», написанного в XI столетии выдающимся буддийским учителем Атишей.
Ламрим Ченмо содержит примерно 1000 страниц и базируется на первоисточниках. Существует также сокращённый вариант текста Цонкапы по ламрим из 200 страниц и краткий вариант (ламрим-дудон), который ежедневно декламируется последователями гелуг и состоит из 10 страниц.

## Переводы ламрима на русский язык
- Большой ламрим:

Лам-рим чэн-по (степени пути к блаженству). Сочинение Цзонхапы в монгольском и русском переводах. Том 1. Вып. 2. Русский перевод. Пер. Г. Цыбикова Владивосток, 1913.
Чже Цонкапа. Большое руководство к этапам Пути Пробуждения. 5 тт. Пер. А. Кугявичюса., под ред. А. Терентьева. Стихотворные отрывки в пер. М. Кожевниковой. Спб., 1994—2001 2-е изд.: 2 тт. Спб., 2007. 3-е изд.: 2 тт. СПб., 2010
- Малый ламрим:

Чже Цонкапа. Краткое изложение поэтапного пути к просветлению. Пер. Л. Трегубенко под рук. геше Церинг Дондруба. М., 2006 (недоступная ссылка)
Чже Цонкапа. Краткое изложение смысла учения об Этапах Пути. Пер. А. Вязниковцева. // Религиозно-философский альманах «Дхарма». Вып. 1-2. Улан-Удэ, 1996. С. 8-18
Чже Цонкапа. Краткая сокращённая практика этапов пути Пробуждения. Перевод: Буддийский Университет «Даши Чойнхорлин». Верхняя Иволга, 2007
Чже Цонкапа. Краткие основы практики постепенного Пути Пробуждения // Чже Цонкапа. Большое руководство к этапам Пути Пробуждения. 5 тт. Пер. А. Кугявичюса, под ред. А. Терентьева. Т. 2 Спб., 1995. С. 166—175